# ザック・レクス
ザカリー・ジョセフ・レクス（Zachary Joseph Reks, 1993年11月12日 - ）は、アメリカ合衆国・イリノイ州シカゴ出身の元プロ野球選手（外野手、一塁手）。右投左打。KBOでの登録名は렉스。

## 経歴

### プロ入りとドジャース時代
当初はアメリカ空軍士官学校に入学し、士官候補生としての教育を受けるかたわら学内のチームでプレーしていたが、後にケンタッキー大学へ転入。サウスイースタン・カンファレンスに属するケンタッキー・ワイルドキャッツでプレーしていた。
2017年のMLBドラフト10巡目（全体310位）でロサンゼルス・ドジャースから指名され、6月19日にドジャースと契約を結び入団。傘下ルーキー級オグデン・ラプターズに配属された。
4年目の2020年シーズンオフにルール5ドラフトでの流出を防ぐ目的で40人枠入りを果たした。
2021年は開幕からAAA級オクラホマシティ・ドジャースで打率.341、5本塁打、19打点と好調を維持し、6月21日にメジャー初昇格。同日の対サンディエゴ・パドレス戦（ペトコ・パーク）において「8番・左翼手」でメジャー初出場。同年は最終的に7試合に出場したが、10打数0安打7三振、打率.000という結果に終わった。

### レンジャーズ時代
2021年11月22日に金銭トレードでビリー・マッキニーと共にテキサス・レンジャーズへ移籍した。
2022年は傘下AAA級ラウンドロック・エクスプレスで開幕を迎えた後、4月30日にメジャー昇格。同日の対アトランタ・ブレーブス戦（グローブライフ・フィールド）に「7番・左翼手」で出場し、4回裏の第2打席でブレーブスの先発ブライス・エルダーからMLB初安打を右前適時打で記録した。同年は16試合に出場し34打数9安打、打率.265を記録したが、7月16日に放出された。

### ロッテ・ジャイアンツ時代
2022年7月20日、退団したDJ・ピーターズの代替選手としてKBOリーグのロッテ・ジャイアンツと契約を結んだ。56試合に出場して打率.330、8本塁打、34打点の成績を挙げた。
2023年もロッテと再契約するも膝の怪我に苦しみ、55試合に出場して打率.240、4本塁打、30打点と低迷。7月11日にウェーバー公示され、7月18日に自由契約選手となった。

### パドレス傘下時代
2024年2月1日にサンディエゴ・パドレスとマイナー契約を結んだ。AA級サンアントニオ・ミッションズで64試合に出場したが、打率.127、3本塁打、19打点という成績に終わり、シーズン終了後にFAとなった。

### 現役引退後
2025年よりロサンゼルス・ドジャース傘下ルーキー級アリゾナ・コンプレックスリーグ・ドジャースの打撃コーチを務める。

## 詳細情報

### 年度別打撃成績
| 年 度    | 球 団    | 試 合 | 打 席 | 打 数 | 得 点 | 安 打 | 二 塁 打 | 三 塁 打 | 本 塁 打 | 塁 打 | 打 点 | 盗 塁 | 盗 塁 死 | 犠 打 | 犠 飛 | 四 球 | 敬 遠 | 死 球 | 三 振 | 併 殺 打 | 打 率 | 出 塁 率 | 長 打 率 | O P S |
| -------- | -------- | ----- | ----- | ----- | ----- | ----- | -------- | -------- | -------- | ----- | ----- | ----- | -------- | ----- | ----- | ----- | ----- | ----- | ----- | -------- | ----- | -------- | -------- | ----- |
| 2021     | LAD      | 6     | 10    | 10    | 2     | 0     | 0        | 0        | 0        | 0     | 0     | 0     | 0        | 0     | 0     | 0     | 0     | 0     | 7     | 0        | .000  | .000     | .000     | .000  |
| 2022     | TEX      | 16    | 34    | 34    | 3     | 9     | 1        | 0        | 0        | 10    | 3     | 0     | 1        | 0     | 0     | 0     | 0     | 0     | 10    | 0        | .265  | .265     | .294     | .559  |
| 2022     | ロッテ   | 56    | 251   | 218   | 32    | 72    | 10       | 1        | 8        | 108   | 34    | 3     | 0        | 0     | 2     | 26    | 2     | 5     | 44    | 4        | .330  | .410     | .495     | .906  |
| MLB：2年 | MLB：2年 | 22    | 44    | 44    | 5     | 9     | 1        | 0        | 0        | 10    | 3     | 0     | 1        | 0     | 0     | 0     | 0     | 0     | 17    | 0        | .205  | .205     | .227     | .432  |
| KBO：1年 | KBO：1年 | 56    | 251   | 218   | 32    | 72    | 10       | 1        | 8        | 108   | 34    | 3     | 0        | 0     | 2     | 26    | 2     | 5     | 44    | 4        | .330  | .410     | .495     | .906  |

- 2022年度シーズン終了時

### 背番号
- 84（2021年)
- 65（2022年)
- 47（2022年)
- 17（2023年)